# مرجان (شیر)
مرجان (۱۹۷۶ – ۲۵ ژانویه ۲۰۰۲) یک شیر محبوب در باغ‌وحش کابل، افغانستان بود.

## زندگی
مرجان در سال ۱۳۵۵ در باغ‌وحش کلن به‌دنیا آمد و در دو سالگی به افغانستان اهدا شد. جایی که قرار بود با جفتش جوجه زندگی کند.
جنگ افغانستان و شوروی باغ‌وحش کابل را تحت تأثیر قرار داد، البته باعث تعطیلی آن نشد.
گفته می‌شود که مرجان در دوران جنگ‌های کابل تعداد بیشماری انسان را خورده‌است. بعد از شکست حکومت جمهوری دمکراتیک افغانستان و ورود مجاهدین به کابل باغ وحش که در قسمت شمال شهر قرار دارد به تصرف نیروهای جنبش ملی اسلامی افغانستان به رهبری ژنرال دوستم درآمد. آنها تمام حیوانات حلال‌گوشت باغ وحش را خوردند و اسرای مخالفین را به داخل قفس مرجان می‌انداختند تا در مصرف فشنگ صرفه‌جویی شود. وقتی اتحاد نیروهای دوستم و دولت ربانی به پایان رسید جنگ میان آنها با پیروزی دولت ربانی و خروج کامل نیروهای دوستم از کابل به پایان رسید. بعد از آن باغ وحش کابل به خط مقدم نبرد میان نیروهای دولت ربانی به فرماندهی احمدشاه مسعود و حزب وحدت اسلامی عبدالعلی مزاری تبدیل شد و اهالی کابل داستان‌های وحشتناکی از کشتن مخالفان با انداختن در قفس مرجان نقل می‌کنند. در این دوران (بین سال‌های ۱۳۷۱ تا ۱۳۷۳) که شدیدترین برهه جنگ در کابل بود حتی قسمت درمانگاه باغ وحش هم بمباران شد و مسئولان باغ وحش امکان مداوای حیوانات مجروح را هم نداشتند. فقط ۱۹ حیوان توانستند از جنگ داخلی جان سالم به در ببرند که مرجان یکی از آن‌ها بود.
عجیبترین واقعه زندگی مرجان بعد از پایان این مرحله جنگ و تسلط کامل دولت ربانی بر کابل بود. در این زمان باغ وحش بازگشایی شده و با حیوانات کمی شروع به فعالیت کرد. در روز ۷ یا ۸ فروردین ۱۳۷۴ یکی از جنگجویان مربوط به شورای نظار م مسعود که در جنگ‌آوری و آدمکشی زبانزد بود به تحریک دوستانش و برای شرط‌بندی وارد قفس شیرهای باغ وحش می‌شود. مرجان و همسرش دو شیری بودند که در این قفس بودند. این سرباز جهت نمایش شجاعتش جوجه (ماده‌شیر) را نوازش کرده و مرجان نیز به او حمله کرده و بلافاصله او را می‌کشد. فردای آن‌روز برادر این فرد جهت انتقام‌گیری سه نارنجک را در محوطه نگهداری شیر می‌اندازد که مرجان را سخت زخمی می‌کند. مرجان از این سوءقصد زنده می‌ماند، البته شنوایی و یک چشم به‌علاوه دندان‌هایش را از دست می‌دهد.
کمی بعدتر، مرجان توسط «دکترهای بدون سرحد» و «دکترهای جهانی» جراحی گردید که در نتیجه یک چشم و چندین دندانش را کشیدند تا از شیوع انتان جلوگیری شود ولی یک چره بم را از سرش بیرون نتوانستند. در نتیجه، مرجان یک چشم، قسمتی از دهن و شنوایی‌اش را از دست داده، ولی به زندگی دردناکش ادامه می‌دهد و تا آخر نتوانست که گوشت استخوان‌دار بخورد.
چند روز پس از یورش طالبان بر کابل، رمه‌ای از طالبان بار دیگر بر مرجان حمله نمودند. آنان شروع به سنگسار مرجان کردند و می‌خواستند که او را از بین ببرند، نگهبانانی در باغ وحش به یکی از سران طالبان گفت که مرجان را نکشند، چون پیامبر اسلام نیز به نگهداری حیوانات علاقه داشت. بدین‌صورت مرجان نجات می‌یابد.

## تأثیرات
مرجان هنگام زندگیش به عنوان «نماد جان بدر بردن مردم افغانستان» شناخته می‌شد و هم برای افغانها و هم در سطح جهانی، زوال و ویرانی حاصل از جنگ‌های دهه‌های اخیر را تجسم می‌کرد. جنگهایی که مرجان از جمله تنها ۱۹ جانور باغ‌وحش بود که توانسته بودند از آنها جان سالم بدر برند.
مرگ مرجان برای بسیاری از افغانها یک شوک بود. دولت چین تحت عنوان «نماد دوستی»، یک جفت شیر را به‌عنوان جایگزین به این باغ‌وحش اهدا کرد. «سازمان دیده‌بان نظامی‌گری» بعد از مرگ مرجان از بازتاب سرنوشت این شیر در رسانه‌ها و اینکه مرگ او فاجعه‌بار و «به‌جای تلفات طالبان، که به اندازه کافی شرور بودند» توصیف شده انتقاد کرد.
خالد حسینی در داستان بلندش بادبادک‌باز از مرجان یاد کرده. این داستان در سال ۱۳۸۲ به نمایش درآمد و فیلمی از آن در سال ۱۳۸۶ ساخته شد.